# John Baines
John Robert Baines (nacido el 17 de marzo de 1946), es un egiptólogo británico.
Estudió en un internado masculino de Winchester, en el condado de Hampshire, Inglaterra . Estudió egiptología en la Universidad de Oxford y obtuvo la licenciatura en Artes en 1967; el Master of Arts y el doctorado en 1976.
Baines es profesor encargado de Egiptología en la Universidad de Oxford. Ejerce las funciones desde 1976 —con treinta años de edad, era uno de los profesores universitarios más jóvenes. Es autor de varios artículos y publicaciones científicas sobre la antigua civilización egipcia. Ha sido editor de innumerables proyectos editoriales, incluyendo los Griffith Egyptological Publications, Equinox studies in Egyptology and the Ancient Near East, y coordinador de la base de datos Online Egyptological Bibliography. También ha sido miembro del comité editorial de la UCLA Encyclopedia of Egyptology y de la revista Antiguo Oriente.
Sus intereses se centran en el arte, la religión, las biografías relacionados con el antiguo Egipto, la reconstrucción de la sociedad egipcia antigua y el estudio antropológico y comparativo de las antiguas civilizaciones.